# Filippo Berardi
Filippo Berardi (sinh ngày 18 tháng 5 năm 1997) là một cầu thủ bóng đá chuyên nghiệp người San Marino đang chơi ở vị trí tiền vệ chạy cánh cho câu lạc bộ Cosmos tại Campionato Sammarinese di Calcio và Đội tuyển bóng đá quốc gia San Marino.

## Sự nghiệp thi đấu

### Monopoli
Vào ngày 12 tháng 7 năm 2018, anh gia nhập câu lạc bộ Monopoli theo dạng cho mượn.

### Vibonese
Vào ngày 14 tháng 8 năm 2019, anh ký hợp đồng 2 năm với Vibonese.

### Ancona-Matelica
Vào ngày 4 tháng 7 năm 2021, anh chuyển tới câu lạc bộ Ancona-Matelica. Vào ngày 20 tháng 1 năm 2023, hợp đồng của Berardi với Ancona bị chấm dứt theo sự đồng ý của cả hai bên.

## Sự nghiệp quốc tế
Anh đã từng thi đấu cho nhiều đội tuyển trẻ của San Marino. Berardi ra mắt quốc tế cho San Marino trong trận thua 1-0 trước Azerbaijan tại Vòng loại World Cup 2018. Bàn thắng quốc tế đầu tiên của anh đến trong trận thua 3–1 trước Kazakhstan tại vòng loại Euro 2020. Vào ngày 20 tháng 11 năm 2023, anh trở thành cầu thủ thứ 3 từng ghi nhiều hơn 1 bàn thắng cho San Marino, ghi bàn rút ngắn tỷ số trong trận thua 2-1 trước Phần Lan tại Vòng loại giải vô địch bóng đá châu Âu 2024.

## Thống kê sự nghiệp

### Quốc tế
Tính đến trận đấu diễn ra vào ngày 21 tháng 3 năm 2024.
| Đội tuyển quốc gia | Năm       | Trận | Bàn |
| ------------------ | --------- | ---- | --- |
| San Marino         | 2016      | 1    | 0   |
| San Marino         | 2017      | 3    | 0   |
| San Marino         | 2018      | 2    | 0   |
| San Marino         | 2019      | 8    | 1   |
| San Marino         | 2020      | 4    | 0   |
| San Marino         | 2021      | 3    | 0   |
| San Marino         | 2023      | 5    | 1   |
| San Marino         | 2024      | 1    | 1   |
| Tổng cộng          | Tổng cộng | 27   | 3   |

## Bàn thắng quốc tế
| #  | Thời gian            | Địa điểm                                        | Đối thủ              | Bàn thắng | Kết quả | Giải đấu                 |
| -- | -------------------- | ----------------------------------------------- | -------------------- | --------- | ------- | ------------------------ |
| 1. | 16 tháng 11 năm 2019 | Sân vận động San Marino, Serravalle, San Marino | Kazakhstan           | 1–3       | 1–3     | Vòng loại UEFA Euro 2020 |
| 2. | 20 tháng 11 năm 2023 | Sân vận động San Marino, Serravalle, San Marino | Phần Lan             | 1–2       | 1–2     | Vòng loại UEFA Euro 2024 |
| 3. | 21 tháng 3 năm 2024  | Sân vận động San Marino, Serravalle, San Marino | Saint Kitts và Nevis | 1–0       | 1–3     | Giao hữu                 |